# Jean-Jacques Juventin
Jean-Jacques Juventin (né à Chêne-Bourg, République de Genève, le 24 janvier 1741, mort à Chêne-Bourg Département du Léman, France,  le 8 avril 1801) est un pasteur genevois, auteur des Sermons de feu Jean-Jacques Juventin, pasteur de l'église de Chesne près Genève paru en 1802 à titre posthume.

## Biographie
En octobre 1764, il vient de terminer ses études de théologie et quitte sa patrie pour un voyage qui le mènera à Paris, puis en Hollande, d’où il passe en Angleterre. Pendant ce voyage d'agrément et de formation, il entretient une correspondance régulière avec sa famille, ses amis et la Compagnie des pasteurs de Genève. De cette correspondance échangée pendant treize mois nous sont parvenues quatorze lettres. Dans l'une d'elles, il montre qu'il suit de près l'Affaire Calas. Il est de retour à Genève un an plus tard, en novembre 1765.
Il épouse, en 1767, Marguerite Simonde, belle-sœur du pasteur Jacob Vernes et tante de Jean de Sismondi ; dès l’année suivante naîtra la première de leurs huit enfants.
Nous le retrouvons ensuite pasteur près de Genève, à Cartigny entre 1769 et 1773, et plus tard dans le petit village de Chêne-Bourg, son village natal, entre 1775 et 1794. Il est destitué en 1793 par le Tribunal révolutionnaire et rétabli en 1795.
De cette période, c'est sa correspondance avec ses fils qui nous est restée et qui représente un témoignage précieux des mœurs et des vicissitudes de cette époque.